# Libnotes comissabunda
Libnotes comissabunda är en tvåvingeart som först beskrevs av Alexander 1935.  Libnotes comissabunda ingår i släktet Libnotes och familjen småharkrankar.
Artens utbredningsområde är Taiwan. Inga underarter finns listade i Catalogue of Life.